# Synodontis khartoumensis
Synodontis khartoumensis är en fiskart som beskrevs av Gideiri, 1967. Synodontis khartoumensis ingår i släktet Synodontis och familjen Mochokidae. IUCN kategoriserar arten globalt som otillräckligt studerad. Inga underarter finns listade i Catalogue of Life.